# Ross Smith (Dartspieler)
Ross Smith (* 12. Januar 1989 in Dover) ist ein englischer Dartspieler.

## Karriere
Ross Smith erreichte beim WDF Europe Youth Cup 2005 das Finale. 2008 folgten eine Achtelfinale-Teilnahme bei den Czech Open und beim British Classic. Zudem nahm er in diesem Jahr zum ersten Mal am World Masters teil, wo er jedoch früh aus dem Turnier ausschied. Durch einen Sieg beim Qualifikationsturnier für die BDO World Darts Championship 2009 nahm Smith erstmals an einer World Professional Darts Championship teil, schied jedoch in der ersten Runde aus. Es folgten eine weitere World Masters Teilnahme sowie ein Viertelfinale bei den Turkish Open und ein Halbfinale bei den Czech Open. 2010 konnte Smith das Halbfinale bei den German Open erreichen und sich erneut für die BDO-Weltmeisterschaft qualifizieren. Dieses Mal ging es für Smith bis ins Viertelfinale, wo er dem späteren Weltmeister Martin Adams unterlag. Nach einem wenig erfolgreichen Jahr bei der British Darts Organisation versuchte er sich bei der PDC Qualifying School (Q-School), wo er direkt eine Tourkarte gewann. Bei den Players Championships 2012 erreichte er beim zweiten Turnier das Viertelfinale, diesem Erfolg folgten fünf Teilnahmen auf der European Darts Tour 2012. Im folgenden Jahr gewann Smith vier Turniere auf der Challenge Tour, erreichte beim siebten UK Open Qualifier das Halbfinale und bei den Austrian Darts Open das Achtelfinale. Bei der Premiere der Gibraltar Darts Trophy unterlag Smith in seinem Zweitrundenspiel Adrian Lewis mit 5:6, obwohl er ein Nine dart finish spielte. Bis Mitte 2018 gelang dies keinem anderen Spieler auf der European Tour. 2013 debütierte der Engländer beim Grand Slam of Darts, verlor aber alle drei Vorrundenspiele.
Über die PDC Pro Tour Order of Merit konnte Smith sich für die PDC World Darts Championship 2014 qualifizieren, schied jedoch bei seinem PDC-Weltmeisterschafts-Debüt ohne Satzgewinn gegen Simon Whitlock aus. Mit eher erfolglosen Ergebnissen verliefen die Jahre 2014 und 2015, weshalb Smith erneut an der Q-School teilnehmen musste, um seine Tourkarte zu verteidigen. Dies gelang ihm am letzten Tag, nachdem er bereits am ersten Tag erneut ein Nine dart finish gespielt hatte. Aber auch die nächsten zwei Jahre waren wenig erfolgreich, weshalb Smith 2018 zum dritten Mal in die Q-School musste, jedoch erneut erfolgreich seine Tourkarte behielt. Es folgten vier Teilnahmen auf der European Darts Tour 2018, wo er unter anderem das Achtelfinale beim Dutch Darts Masters erreichte. Über den Qualifier qualifizierte er sich für die World Series of Darts Finals 2018, wo er allerdings bereits in Runde 1 gegen James Wade ausschied. Zum zweiten Mal schaffte Smith es über die Pro Tour Order of Merit zur PDC World Darts Championship 2019. Dort konnte er erstmals nach einem Sieg über Paul Lim in die zweite Runde einziehen, schied dort jedoch chancenlos gegen den Nordiren Daryl Gurney mit 0:3 aus.
Bei den UK Open 2019 spielte Smith sich erstmals ins Viertelfinale eines PDC-Major-Turniers. Bei seinem Debüt bei der European Darts Championship 2019 besiegte Smith überraschend Michael van Gerwen, schied jedoch daraufhin gegen Ricky Evans aus. Nach einem erfolgreichen Qualifikationsturnier nahm der Engländer zum zweiten Mal am Grand Slam of Darts teil, gewann jedoch, wie bereits sechs Jahre vorher, keines seiner drei Vorrundenspiele. Auch bei der PDC World Darts Championship 2020 lief es erfolglos, so unterlag Smith überraschend dem Iren Ciarán Teehan mit 0:3. Bei den International Darts Open 2020 besiegte er mit einem Average von 112,86 Punkten Mario Vandenbogaerde, mit Gerwyn Price und Max Hopp nahm er zwei weitere Spieler aus dem Turnier. Bei seiner ersten Viertelfinalteilnahme auf der European Tour schied er dann schließlich gegen Joe Cullen aus. Bei seiner dritten Teilnahme an den Players Championship Finals war Smith erstmals siegreich, so konnte er Kim Huybrechts und Nathan Aspinall besiegen, ehe er im Achtelfinale gegen Damon Heta ausschied.
Über die PDC Pro Tour Order of Merit im Jahr 2020 qualifizierte er sich erneut für die PDC World Darts Championship 2021. Nach dem Auftaktsieg gegen seinen Landsmann David Evans schied er in der zweiten Runde gegen José de Sousa aus. Bei den Players Championships 2021 gewann er Players Championship 19 und erreichte zudem zwei Finals. Am 10. Mai 2022 spielte er bei Players Championship 14 ein Nine dart finish gegen Geert De Vos.
Im Oktober 2022 gelang ihm bei den European Darts Championship der bislang größte Erfolg seiner Karriere. Nach Siegen über Joe Cullen (6:4), Dimitri Van den Bergh (10:8), Peter Wright (10:8) und Chris Dobey (11:9) erreichte er das Finale, welches er mit 11:8 gegen seinen Landsmann Michael Smith gewann. Mit diesem Finalsieg erzielte er den ersten Major-Titel seiner Karriere.
Am 21. Oktober 2023 spielte er bei Players Championship 28 einen Neundarter gegen Robbie Knops.
Bei der Weltmeisterschaft 2024 schied er zum wiederholten Male in Runde 3 aus. Dennoch gelang es ihm im Laufe des Jahres, in die Top 16 der Weltrangliste vorzudringen, was die automatische Qualifikation für das World Matchplay und den World Grand Prix bedeutete. Am 25. Mai 2024 spielte er bei der Dutch Darts Championship einen Neundarter gegen Dimitri Van den Bergh.
Bei der Weltmeisterschaft 2025 verlor er sein Auftaktspiel gegen Paolo Nebrida. Bei den UK Open schied er in der fünften Runde gegen Josh Rock aus. Smith erreichte das Finale der Austrian Open, unterlag dort jedoch Martin Schindler. Bei Players Championship 14 spielte er einen Neundarter gegen Thibault Tricole. Bei Players Championship 16 spielte Smith sogar zwei Neundarter, einen gegen Dylan Slevin und einen gegen Chris Landman. Er gewann das Turnier im Finale mit 8:0 gegen Brendan Dolan, wobei er ab dem Achtelfinale 24 Legs in Folge gewann.

## Weltmeisterschaftsresultate

### BDO
- 2009: 1. Runde (0:3-Niederlage gegen  Scott Waites)
- 2011: Viertelfinale (1:5-Niederlage gegen  Martin Adams)

### PDC
- 2014: 1. Runde (0:3-Niederlage gegen  Simon Whitlock)
- 2019: 2. Runde (0:3-Niederlage gegen  Daryl Gurney)
- 2020: 1. Runde (0:3-Niederlage gegen  Ciarán Teehan)
- 2021: 2. Runde (3:1-Niederlage gegen  José Oliveira de Sousa)
- 2022: 3. Runde (3:4-Niederlage gegen  Dirk van Duijvenbode)
- 2023: 3. Runde (3:4-Niederlage gegen  Dirk van Duijvenbode)
- 2024: 3. Runde (2:4-Niederlage gegen  Chris Dobey)
- 2025: 2. Runde (0:3-Niederlage gegen  Paolo Nebrida)

## Turnierergebnisse
| Turnier                                | 2008                       | 2009                       | 2010                       | 2011                       | 2012                           | 2013                           | 2014                           | ......                         | 2018                           | 2019                           | 2020                           | 2021                           | 2022                           | 2023                           | 2024                           | 2025                           |
| -------------------------------------- | -------------------------- | -------------------------- | -------------------------- | -------------------------- | ------------------------------ | ------------------------------ | ------------------------------ | ------------------------------ | ------------------------------ | ------------------------------ | ------------------------------ | ------------------------------ | ------------------------------ | ------------------------------ | ------------------------------ | ------------------------------ |
| BDO-Major-Turniere                     |                            |                            |                            |                            |                                |                                |                                |                                |                                |                                |                                |                                |                                |                                |                                |                                |
| Weltmeisterschaft                      | n/q                        | R1                         | n/q                        | VF                         | nicht teilgenommen             | nicht teilgenommen             | nicht teilgenommen             | nicht teilgenommen             | nicht teilgenommen             | nicht teilgenommen             | nicht teilgenommen             | Verband insolvent              | Verband insolvent              | Verband insolvent              | Verband insolvent              | Verband insolvent              |
| World Masters                          | R1                         | R3                         | VR                         | R4                         | nicht teilgenommen             | nicht teilgenommen             | nicht teilgenommen             | nicht teilgenommen             | nicht teilgenommen             | nicht teilgenommen             | n/a                            | Verband insolvent              | Verband insolvent              | Verband insolvent              | Verband insolvent              | Verband insolvent              |
| PDC-Ranking-Turniere                   |                            |                            |                            |                            |                                |                                |                                |                                |                                |                                |                                |                                |                                |                                |                                |                                |
| Weltmeisterschaft                      | n/t                        | n/t                        | n/q                        | n/q                        | R1                             | nicht qualifiziert             | nicht qualifiziert             | nicht qualifiziert             | nicht qualifiziert             | R2                             | R1                             | R2                             | R3                             | R3                             | R3                             | R2                             |
| World Masters                          | nicht ausgetragen          | nicht ausgetragen          | nicht ausgetragen          | nicht ausgetragen          | nicht ausgetragen              | nicht ausgetragen              | nicht ausgetragen              | nicht ausgetragen              | nicht ausgetragen              | nicht ausgetragen              | nicht ausgetragen              | nicht ausgetragen              | nicht ausgetragen              | nicht ausgetragen              | nicht ausgetragen              | R1                             |
| UK Open                                | nicht teilgenommen         | nicht teilgenommen         | nicht teilgenommen         | nicht teilgenommen         | VR                             | R3                             | R3                             | n/q                            | n/q                            | VF                             | R3                             | R3                             | R3                             | R4                             | R5                             | R5                             |
| World Matchplay                        | nicht teilgenommen         | nicht teilgenommen         | nicht teilgenommen         | nicht teilgenommen         | nicht qualifiziert             | nicht qualifiziert             | nicht qualifiziert             | nicht qualifiziert             | nicht qualifiziert             | nicht qualifiziert             | nicht qualifiziert             | R1                             | n/q                            | R1                             | VF                             | R1                             |
| World Grand Prix                       | nicht teilgenommen         | nicht teilgenommen         | nicht teilgenommen         | nicht teilgenommen         | nicht qualifiziert             | nicht qualifiziert             | nicht qualifiziert             | nicht qualifiziert             | nicht qualifiziert             | nicht qualifiziert             | nicht qualifiziert             | AF                             | AF                             | AF                             | AF                             |                                |
| European Championship                  | nicht teilgenommen         | nicht teilgenommen         | nicht teilgenommen         | nicht teilgenommen         | nicht qualifiziert             | nicht qualifiziert             | nicht qualifiziert             | nicht qualifiziert             | nicht qualifiziert             | AF                             | R1                             | n/q                            | S                              | R1                             | R1                             |                                |
| Grand Slam of Darts                    | kein Ranking-Turnier       | kein Ranking-Turnier       | kein Ranking-Turnier       | kein Ranking-Turnier       | kein Ranking-Turnier           | kein Ranking-Turnier           | kein Ranking-Turnier           | n/q                            | n/q                            | GP                             | n/q                            | n/q                            | AF                             | n/q                            | AF                             |                                |
| Players Championship Finals            | n/a                        | n/t                        | n/t                        | n/t                        | nicht qualifiziert             | nicht qualifiziert             | nicht qualifiziert             | nicht qualifiziert             | R1                             | R1                             | AF                             | R2                             | R2                             | R2                             | HF                             |                                |
| Turniere ohne Einfluss auf das Ranking |                            |                            |                            |                            |                                |                                |                                |                                |                                |                                |                                |                                |                                |                                |                                |                                |
| The Masters                            | nicht ausgetragen          | nicht ausgetragen          | nicht ausgetragen          | nicht ausgetragen          | nicht ausgetragen              | nicht qualifiziert             | nicht qualifiziert             | nicht qualifiziert             | nicht qualifiziert             | nicht qualifiziert             | nicht qualifiziert             | nicht qualifiziert             | nicht qualifiziert             | AF                             | R1                             | n/a                            |
| World Series of Darts Finals           | nicht ausgetragen          | nicht ausgetragen          | nicht ausgetragen          | nicht ausgetragen          | nicht ausgetragen              | nicht ausgetragen              | nicht ausgetragen              | n/q                            | R1                             | nicht qualifiziert             | nicht qualifiziert             | nicht qualifiziert             | nicht qualifiziert             | nicht qualifiziert             | R1                             |                                |
| Grand Slam of Darts                    | nicht qualifiziert         | nicht qualifiziert         | nicht qualifiziert         | nicht qualifiziert         | nicht qualifiziert             | GP                             | n/q                            | Ranking-Turnier                | Ranking-Turnier                | Ranking-Turnier                | Ranking-Turnier                | Ranking-Turnier                | Ranking-Turnier                | Ranking-Turnier                | Ranking-Turnier                | Ranking-Turnier                |
| Karrierestatistiken                    |                            |                            |                            |                            |                                |                                |                                |                                |                                |                                |                                |                                |                                |                                |                                |                                |
| Platzierung am Jahresende              | unbekannt                  | unbekannt                  | –                          | 37                         | 99                             | 67                             | 49                             | 129                            | 92                             | 49                             | 42                             | 34                             | 19                             | 16                             | 19                             |                                |
| Verband                                | British Darts Organisation | British Darts Organisation | British Darts Organisation | British Darts Organisation | Professional Darts Corporation | Professional Darts Corporation | Professional Darts Corporation | Professional Darts Corporation | Professional Darts Corporation | Professional Darts Corporation | Professional Darts Corporation | Professional Darts Corporation | Professional Darts Corporation | Professional Darts Corporation | Professional Darts Corporation | Professional Darts Corporation |

| Legende zu den Turnierergebnissen | Legende zu den Turnierergebnissen | Legende zu den Turnierergebnissen | Legende zu den Turnierergebnissen | Legende zu den Turnierergebnissen | Legende zu den Turnierergebnissen | Legende zu den Turnierergebnissen | Legende zu den Turnierergebnissen | Legende zu den Turnierergebnissen | Legende zu den Turnierergebnissen |
| --------------------------------- | --------------------------------- | --------------------------------- | --------------------------------- | --------------------------------- | --------------------------------- | --------------------------------- | --------------------------------- | --------------------------------- | --------------------------------- |
| n/t                               | nicht teilgenommen                | n/q                               | nicht qualifiziert                | n/a                               | nicht ausgetragen                 | #R                                | Aus in jeweiliger Runde           | GP                                | Aus in der Gruppenphase           |
| AF                                | Achtelfinalist                    | VF                                | Viertelfinalist                   | HF                                | Halbfinalist                      | F                                 | Turnierfinalist                   | S                                 | Turniersieger                     |

## Titel
- Majors
  - European Darts Championship
    - European Darts Championship 2022
- Pro Tour
  - Players Championships
    - Players Championships 2021: 19
    - Players Championships 2023: 5, 28
    - Players Championships 2024: 13
    - Players Championships 2025: 16
- Secondary Tour Events
  - PDC Challenge Tour
    - PDC Challenge Tour 2013: 6, 7, 11, 18